# حازم شحاتة
حازم أحمد شحاتة لاعب كرة قدم قطري من أصول مصرية، ولد في (2 فبراير 1998) ، يلعب لصالح نادي الريان في دوري نجوم قطر .

## نادي الدحيل
كان يلعب في نادي لخويا و في عام 2017 صدر قرار بدمج نادي لخويا مع نادي الجيش تحت مسمى نادي الدحيل و انضم بعدها إلى نادي الدحيل و أعير إلى نادي أم صلال في عام 2019 و أعير مرة أخرى إلى النادي الأهلي في يوليو 2020نادي الوكرة و انتقل بعدها إلى نادي الريان.

## روابط خارجية
- حازم شحاتة على موقع قاعدة بيانات كرة القدم.إي يو (الإنجليزية)
- حازم شحاتة على موقع ناشيونال فوتبول تيمز (الإنجليزية)
- حازم شحاتة على موقع Soccerway.com (الإنجليزية)